# Doryphoribius qinlingense
Doryphoribius qinlingense är en djurart som tillhör fylumet trögkrypare, och som beskrevs av Li, Su och Yu 2004. Doryphoribius qinlingense ingår i släktet Doryphoribius och familjen Hypsibiidae. Inga underarter finns listade i Catalogue of Life.